# Otto Magnus von Dönhoff

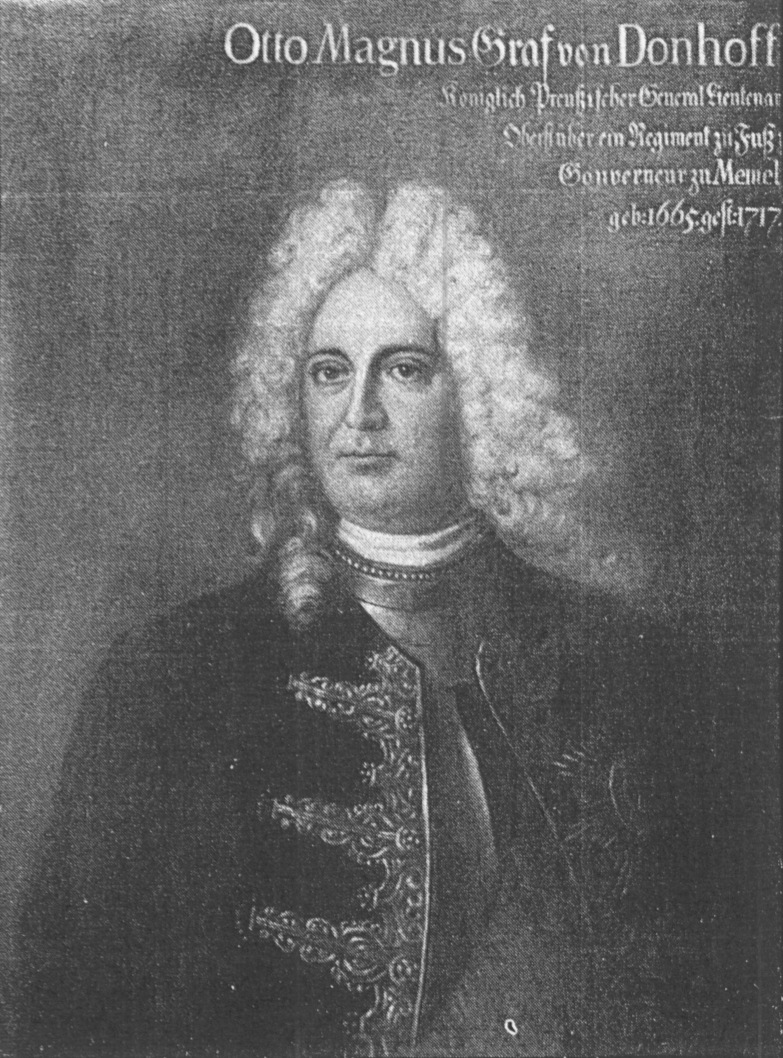
Otto Magnus von Dönhoff

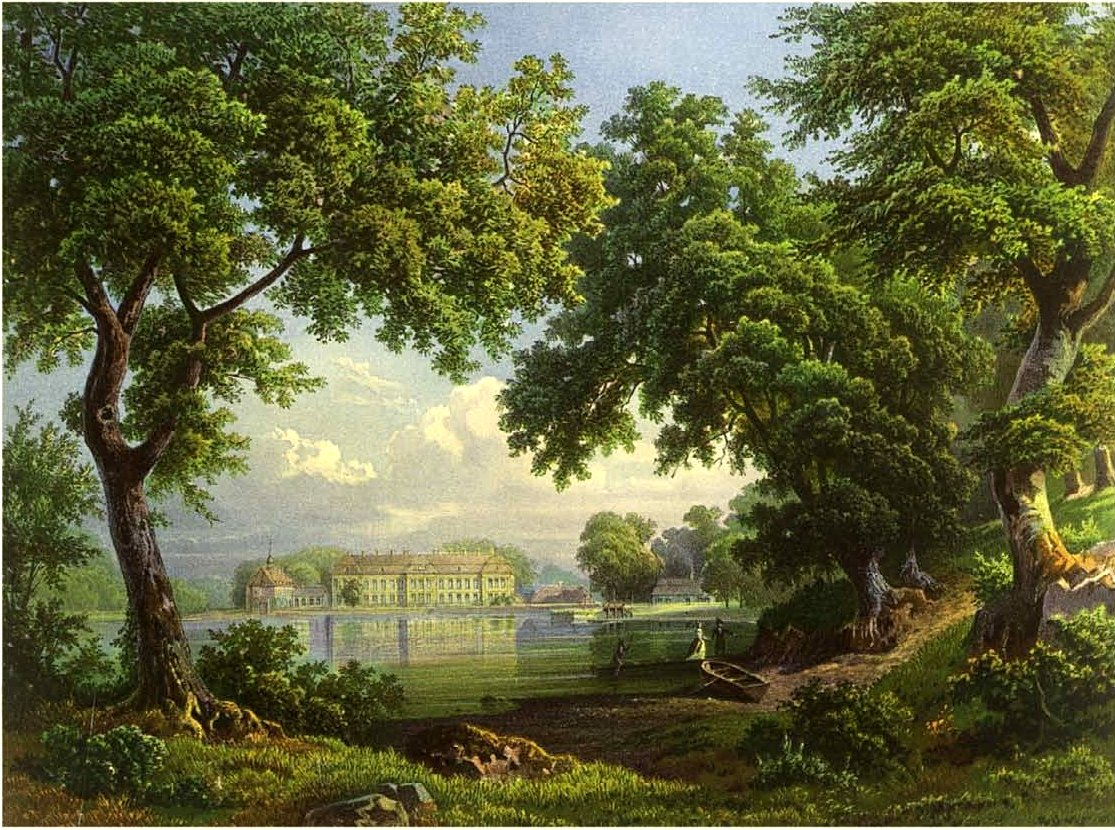
Schloss Friedrichstein um 1857, Sammlung Alexander Duncker

Otto Magnus Graf von Dönhoff (* 18. Oktober 1665 in Berlin; † 14. Dezember 1717 in Berlin) war brandenburgisch-preußischer Generalleutnant und Gesandter.

## Leben
Otto Magnus war der Sohn von Graf Friedrich von Dönhoff und Freiin Eleonore Katharina von Schwerin. Er besuchte 1679 das Gymnasium in Thorn, 1681 in Posen. Nach einer Reise durch Frankreich und England studierte er 1684 in Leiden. Anschließend trat er wie sein Vater in brandenburgische Dienste. Er kämpfte als Kapitän der Grands Mousquetaires im Pfälzischen Erbfolgekrieg, dann bei Neuss, Kaiserswerth und Bonn gegen die Franzosen. 1695 wurde er bei der Belagerung von Namur mehrfach verwundet. Als Auszeichnung wurde er Major und am 10. Oktober 1689 Oberstleutnant der Grands Mousquetaires. Gut zwei Jahre darauf, am 9. Februar 1692, wurde er Oberst im Regiment des Vaters (des späteren altpreußischen Infanterieregiment No. 2), nach dessen Tod Regimentschef, Gouverneur von Memel, wirklicher Kammerherr und Brigadegeneral. 1699 reiste er als wirklicher Geheimer Rat und Gesandter nach Wien, wo ihn der Kaiser in den Reichsgrafenstand erhob. Am 28. Dezember desselben Jahres wurde er Generalkriegskommissar. Am 17. Januar 1701 erhielt er als einer der Ersten den neu gestifteten Schwarzen Adlerorden. Als Gegner des Grafen Kolbe von Wartenberg zog er sich 1702 weitgehend vom Hof zurück. Er lebte in dieser Zeit in Memel und ließ das Schloss Friedrichstein erbauen, wonach die von ihm gestiftete Linie Dönhoff-Friedrichstein genannt wird. Erst nach dem Sturz Wartenbergs konnte der am 8. September 1703 zum Generalmajor und am 6. Januar 1706 zum Generalleutnant Beförderte zurückkehren. 1711 ernannte ihn der König zum ersten preußischen Gesandten beim Friedenskongress zu Utrecht, der bis 1713 andauerte. 1715 nahm er am Feldzug in Pommern gegen die Schweden teil. Die Brandenburger landeten dabei auf Rügen, belagerten und eroberten die Hansestadt Stralsund.

## Familie
Otto Magnus von Dönhoff heiratete am 8. September 1701 Wilhelmine Amalie von Dohna (* 22. Mai 1686 in Stockholm; † 23. September 1757 in Elbing), Tochter des Grafen Alexander zu Dohna-Schlobitten, mit der er fünf Söhne und fünf Töchter hatte. Marion Gräfin Dönhoff ist eine direkte Nachfahrin von ihm.
- Friedrich (* 30. September 1702; † 24. Juli 1706)
- Charlotte Eleonore Amalia Dorothea (* 24. September 1703; † 16. März 1762) ⚭ 28. März 1723 Otto von Schwerin (* 5. Juni 1684; † 2. Januar 1755), (Sohn von Otto von Schwerin (Diplomat, 1645) (1645–1705))
- Wilhelm Ludwig (*/† 19. August 1705)
- Alexander Otto (* 3. August 1707; † 29. August 1707)
- Friedrich (* 8. Dezember 1708; † 29. März 1769) ⚭ 8. Juni 1740 Wilhelmine Sophie von Kameke (* 24. September 1712; † 1. Dezember 1758) (Tochter von Paul Anton von Kameke)
- Philipp Otto (* 4. März 1710; † 25. April 1787 in Quittainen)[2][3][4]⚭ 16. September 1742 Gräfin Amalia zu Dohna-Schlodien (* 12. Oktober 1723; † 8. Mai 1798)
- Luise Eleonore (* 31. Dezember 1712; † 10. Mai 1763) ⚭ 21. April 1727 Ernst Friedrich Finck von Finckenstein (* 16. September 1698; † 25. Juli 1753)
- Sophie Dorothea (* 5. Mai 1715; † 25. Oktober 1778)
- Wilhemine (* 15. August 1717; † 13. August 1719)